# Raisio
Raisio (svensk:Reso) er en by i landskabet Egentliga Finland i Vestfinlands len, ikke langt fra Åbo (finsk:Turku). Raisio har omkring 23 635 indbyggere og dækker et areal på 49,45 km².
Raisio er enspoget finsk.
De største arbejdsgivere er fødevare viksomheden Raisio.

## Eksterne links
- Wikimedia Commons har flere filer relateret til Raisio

60°29′10″N 22°10′10″Ø / 60.4861°N 22.1694°Ø